# برج بوعريريج
بُرْجُ أَبِي عُرَيْرِيج أو برج بوعريريج مدينةٌ جزائرية تقع على بُعْدِ نحوِ 215 كيلومترٍ جنوبَ شرقِ مدينةِ الجزائر. يسميها العامةُ البرج اختصارا، وهي مركز الولاية التي تحمل اسمها. تقع على ارتفاع 928 م على مستوى سطح البحر. يبلغ عدد سكانها حوالي 251 ألف نسمة بحساب التجمعات السكانية القريبة من محيط المدينة: بئر صنب وبومرقد وعيون زريقة وقرية لشبور.[بحاجة لمصدر] تحتل المدينة موقعا استراتيجيا فهي تعدّ بوابة الشرق الجزائري ونقطة اتصال محاذية لمنطقة القبائل الصغرى (ولاية بجاية) ومجاورة للحضنة (ولاية المسيلة) وقريبة من الوسط الجزائري عبر الطريق السيار الشرقي الغربي. تلقب بعاصمة البيبان أو عاصمة الإلكترونيك.[بحاجة لمصدر]

## الجغرافيا
يحدها من الشمال جبل مريصان ومن الجنوب جبل معاضيد وغربا جبل تفرطاست وشرقا غابة بومرقد، تشقها ثلاث أودية متذبذبة المنسوب؛ وادي الزعامشة في وسط المدينة، وادي صليب عند المدخل الغربي ووادي بومرقد عند المدخل الشرقي، حيث تم غرس غابة بومرقد بعد الاستقلال. مناخ المدينة بارد في الشتاء حيث تتساقط الثلوج على مدار عدة أيام، كما أن الفترة من ديسمبر حتى بداية فيفري تتميز بالجليد، وبحلول نهاية شهر مارس تبدأ فترة الربيع التي تتخللها أيام ممطرة مع عواصف رعدية، ثم يأتي فصل الصيف الذي تزداد فيه درجة الحرارة بشكل كبير مع هبوب رياح الشهيلي الجافة من منتصف شهر جوان حتى منتصف شهر سبتمبر، لتبدأ درجة الحرارة في الانخفاض ليلا في أواخر شهر أوت وخاصة في الليل، وهي ملامح دخول فصل الخريف الذي يجلب معه الأمطار القوية التي تسبب فيضانات كبيرة كتلك التي حدثت في شهر سبتمبر 1994، وخلفت حوالي 14 ضحية في وسط المدينة بعد فيضان أوديتها الثلاثة، حيث تم قياس سقوط حوالي 125 مم من الأمطار في أقل من ساعتين وهو يعد ربع ما تتلقاه المدينة سنويا.

## التاريخ

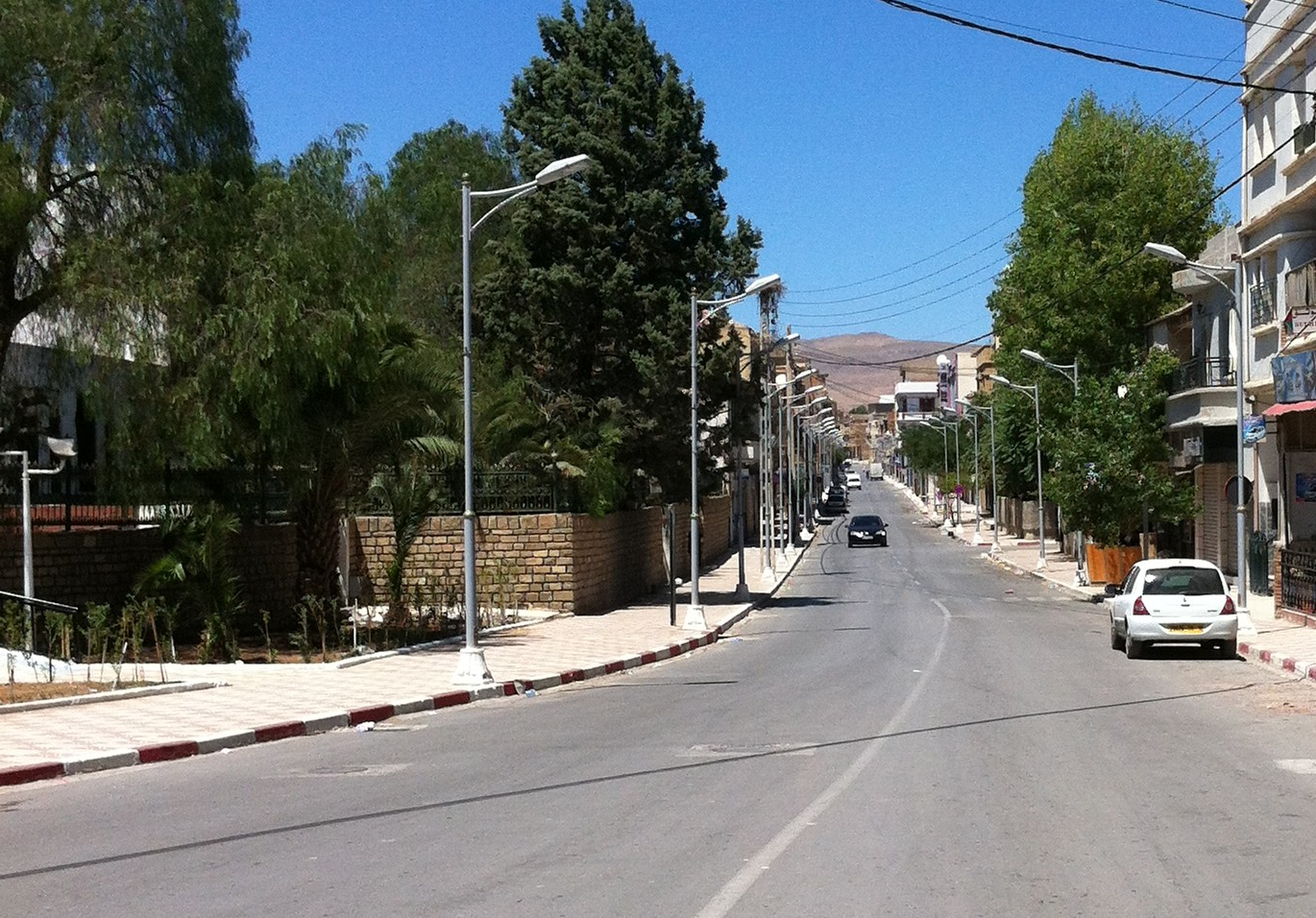
شارع الشهيد مباركية إسماعيل، أحد أعرق شوارع المدينة و مقر الولاية القديمة (يسار). بعيداً في الأفق يظهر جبل مريسان الذي غالباً ما تكسوه الثلوج شتاء

توجد في المدينة مواقع اثرية بقيت أثارها لحد اليوم متواجدة في الحديقة العمومية المحاذية لبرج المقراني وهذا لكون المنطقة خصبة ومنتجة للحبوب منذ القدم كما تحدثت مصادر تاريخية ان تامونة وهو الاسم القديم للمنطقة كانت برجا عسكريا للموحدين يعود تاريخ تاسيسها الحقيقي إلى القرن السادس عشر وبالضبط سنة 1552 عندما حل بها القائد العثماني (محمد حسن باشا) وإتخذ منها برجا عسكرياوبقيت المدينة عبارة عن حصن صغير حتى دخول الاستعمار الفرنسي حيث حصن البرج العثماني جيدا خلال ثورة المقراني سنة 1871 بعدها تم إنشاء مدينتين المدينة الفرنسية بجوار الحصن والمدينة العربية في محيطها وقرب زاوية ولي المدينة الشيخ «أبو التقى» جنوبهاوهكذا زاد نمو المدينتين حتى تكونت المدينة الحالية في حدود 1890 ونشأت احياء اوربية في وسط المدينة وفي حي المحطة واحياء خاصة بالجزائريين في كل من الجباس لاغراف الكوشة دوار السوق واحياء أخرى مختلطة بالأوربيين مثل حي الفيبور والزمالة

### ثورة التحرير
بعد هدوء كبير عقب اخماد ثورة الشيخ المقراني ونفي العديد من أبناء المنطقة إلى كاليدونيا الجديدة كغيرها من مدن الجزائر شهدت مدينة برج بوعريريج أعمالا بطولية أثناء ثورة التحرير فالكثير من أبناء المدينة لبو نداء الواجب الوطني وشهدت تقريبا كل احيائها عمليات فدائية وتشهد على ذلك أسماء الأحياء ومؤسساتها التربوية التي سميت نسبة إلى شهداء: الأخوة لوراك، علي ماضوي، السعيد زروقي، بلعربي البعبوش.

## أصل تسمية المدينة
ترجع اصول تسمية مدينة برج بوعريريج إلى عدة روايات أهمها ان الحارس الذي كان يحرس البرج أو الحصن الذي يقع في وسط المدينة كان يضع على رأسه ريشا يسمى العروج وروايات أخرى تقول ان التسمية هي للقبيلة التي بني على ارضها البرج وروايات أخرى على ان التسمية إلى عروج القائد العثماني وتحولت هذه الكلمة مع مرور الوقت إلى عريريج أي تصغير لكلمة عروج كما هو معروف في اللهجة الجزائرية.

## معالم
المسجد العتیق
هو أعرق مساجد المدينة ويعود تأسيسه إلى عام 1894 للميلاد، وتقول مصادر أخرى أن انطلاق أشغال بنائه كانت في عام 1904 واستغرقت ثلاثة أعوام لتقام فيه أولُ صلاة جمعة في عام 1325 (1907). بني وفق الطراز العثماني ولعب دورا مهما في نشر العلم ومجاهدة الاحتلال الفرنسي، فقد كان الشيخان عبد الحميد بن باديس والبشير الإبراهيمي يختلفان إلى هذا المسجد لإلقاء دروس على نحو منتظم.

## عاصمة الإلكترونيك
خلال ازمة سنوات التسعينات كانت مدينة برج بوعريريج من بين المدن القلائل في الجزائر التي لم تتعرض لأحداث عنف مما مكنها من أن تستقطب بعض المشاريع المصغرة في الصناعات الكهرومنزلية والإليكترونيك ومع وجود تسهيلات في الاستثمار أصبحت المدينة مركز جذب للمتعاملين الاقتصادين وازدهرت الصناعة في هذه المدينة مما أدى إلى ضيق المنطقة الصناعية القديمة وانتقالها إلى المنطقة الصناعية الجديدة-مشتة فاطيمة- ولم يقتصر الاستثمار في الاليكترونيك بل تعداه إلى صناعات أخرى كثيرة.

## جامعة برج بوعريريج
جامعة البشير الإبراهيمي ببرج بوعريريج افتتحت يوم 18 سبتمبر 2001 حيث بدأت بقسمين للدراسة قليلة المدى: قسم الإعلام الآلي وقسم الإلكترونيك وقسمين للدراسة الطويلة المدى: قسم الاقتصاد وعلوم التسيير وكان عددالطلبة آنذاك 1600 طالب و 44 أستاذ اليوم زاد عدد المعاهد والتخصصات خاصة في نظام ل م د وهناك اقتراح افتتاح مستشفى جامعي في آفاق مستقبلية

## الرياضة في المدينة
- كرة القدم:

شباب أهلي برج بوعريريج (CABBA) هو أحد أندية الجزائر لكرة القدم. يمثل مدينة برج بوعريريج ويعدّ أحد الفرق الجماهيرية في الشرق الجزائري حيث معروف عن الجمهور البرايجي بوفائه للونين الأصفر والأسود حيث يشهد الكل يتنقلاتهم الكبيرة خارج الديار.
هناك أيضا أندية محليّة أخرى:
- نجم البرج EJBBA (عميد أندية المدينة)
- اتحاد البرج USFBBA (قرواش) 2001
- الترجي الرياضي للبرج ESBBA تأسس سنة 2009
- كرة طائرة: بالإضافة إلى مفخرة البيبان فريق الكرة الطائرة NRBBA الذي حاز على 3 كؤوس ولقب وطني.

## مستقبل المدينة

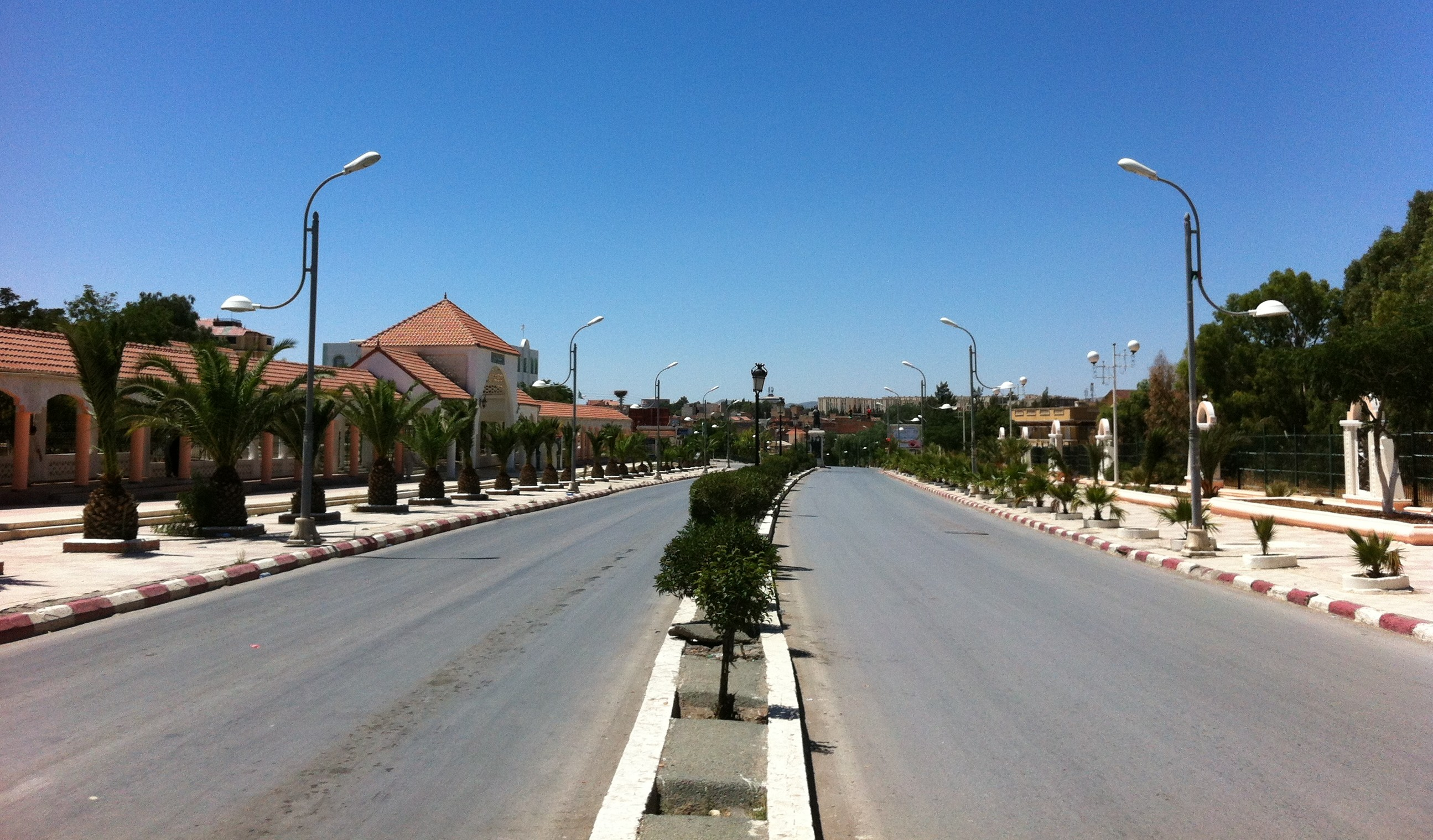
الطريق الوطني رقم 5 يمر بوسط المدينة

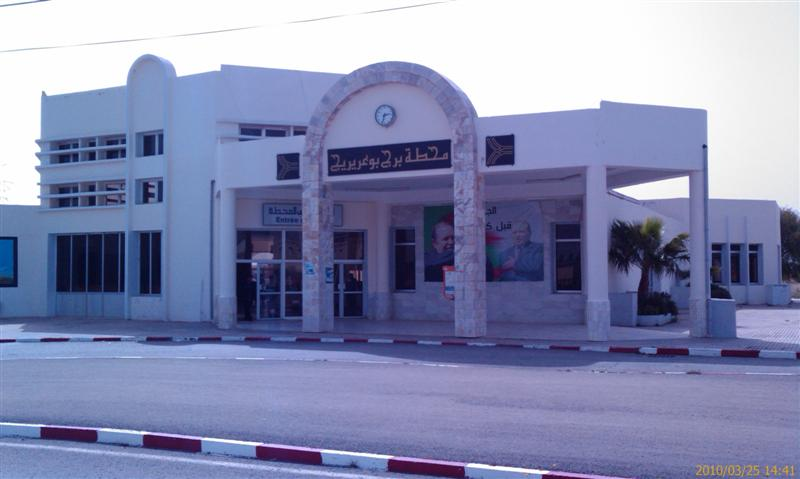
محطة برج بوعريريج.

بعد أن كانت تعد من انظف المدن في الجزائر خلال قترة الستينات ونالت جائزة انظف مدينة في تلك الفترة عانت مدينة
برج بوعريريج من المسؤولين الذين تعاقبوا عليها خلال فترة السبعينات والثمانينات حيث قام هؤلاء بتغيير الوجه الجميل للمدينة بقطع اشجار التوت التي كانت تضلل كل الأحياء وحفر الطرقات بدون تصليحها ترك البناءات الفوضوية بدون تهديم مما أدى تدهور أحوالها، اليوم هناك نية لإصلاح ما قام بهالمسؤولون السابقون بفتح طرقات جديدة واحياء راقية وإنشاء مساحات خضراءوهو ما يتمناه كل مواطن من سكان هذه المدينة
الذي سئم الوعود الكاذبة فالمدينة ازدادت توسعا مما يستدعي ان يكون لها مخطط خاص بالمدن الكبرى وبإنشاء احياء جديدة ومنطقة صناعية جديدة بعد أن تخلت مدينة البرج عن زراعة القمح واتجهت إلى الصناعة بتسمية جديدة ومعروفة على مستوى الوطن وهي «عاصمة الإلكترونيك»